# U 62 (U-Boot, 1939)
U 62 war ein U-Boot vom Typ II C, das im Zweiten Weltkrieg von der deutschen Kriegsmarine eingesetzt wurde.

## Geschichte
Der Auftrag zum Bau des U-Bootes wurde am 21. Juli 1937 an die Deutschen Werke in Kiel vergeben. Die Kiellegung erfolgte am 2. Januar 1939, der Stapellauf am 16. November 1939, die Indienststellung unter Oberleutnant zur See Hans-Bernhard Michalowski am 21. Dezember 1939.
Das Boot gehörte von seiner Indienststellung bis zum 31. Dezember 1939 als Ausbildungsboot zur U-Flottille „Emsmann“ in Kiel. Bei der Neugliederung der U-Flottillen kam es am 1. Januar 1940 als Ausbildungs- bzw. Frontboot zur 1. U-Flottille in Kiel. Danach wurde es vom 1. Oktober 1940 bis zum 3. Mai 1945 als Schulboot in der 21. U-Flottille in Pillau eingesetzt. Es wurde schließlich am 5. Mai 1945 in Wilhelmshaven selbstversenkt.
U 62 unternahm während seiner Dienstzeit fünf Feindfahrten, auf denen es zwei Schiffe mit einer Gesamttonnage von 4.792 BRT und einen Zerstörer mit 1.350 t versenkte.

## Einsatzstatistik

### Erste Feindfahrt
Das Boot lief am 13. Februar 1940 um 14:30 Uhr von Helgoland aus und am 6. März 1940 um 21:15 Uhr in Wilhelmshaven ein. Auf dieser 23 Tage dauernden und etwa 1.360 sm über und 105 sm unter Wasser langen Unternehmung in die Nordsee wurden keine Schiffe versenkt oder beschädigt.

### Zweite Feindfahrt
Das Boot lief am 4. April 1940 um 8:15 Uhr zum Unternehmen Weserübung von Wilhelmshaven aus und am 25. April 1940 um 20:15 Uhr in Kiel ein. Das Boot lief am 14. April 1940 um 15:20 Uhr zur Ergänzung in Bergen ein und noch am gleichen Tag um 19:10 Uhr wieder dort aus. Auf dieser 22 Tage dauernden und zirka 2.200 sm über und 613 sm unter Wasser langen Unternehmung in der Nordsee vor Bergen wurden keine Schiffe versenkt oder beschädigt.

### Dritte Feindfahrt
Das Boot lief am 18. Mai 1940 um 9:00 Uhr von Kiel aus und am 3. Juni 1940 um 12:30 Uhr in Wilhelmshaven ein. Auf dieser 15 Tage dauernden und etwa 780 sm über und 336 sm unter Wasser langen Unternehmung in den Ärmelkanal und vor Dünkirchen wurde ein Zerstörer mit 1.350 t versenkt.
- 29. Mai 1940: Versenkung des britischen Zerstörers HMS Grafton (Lage) mit 1.350 t. Der Zerstörer wurde durch einen G7e-Torpedo versenkt.

### Vierte Feindfahrt
Das Boot lief am 13. Juni 1940 um 11:30 Uhr von Wilhelmshaven aus und am 5. Juli 1940 um 1:45 Uhr in Bergen ein. Auf dieser 22 Tage dauernden und 2.000 sm über und 467 sm unter Wasser langen Unternehmung in den Nordatlantik und bei den Hebriden wurde ein Schiff mit 211 BRT torpediert und vermutlich versenkt.
- 26. Juni 1940: Versenkung des britischen Fischdampfers Castleton mit 211 BRT. Der Dampfer wurde von einem Torpedo getroffen. Die Versenkung konnte nicht beobachtet werden, doch die Castleton gilt seit dem 28. Juni 1940 als vermisst.

### Fünfte Feindfahrt
Das Boot lief am 10. Juli 1940 um 14:00 Uhr von Bergen aus und am 2. August 1940 um 20:00 Uhr in Kiel ein. Das Boot lief am 27. Juli 1940 um 1:20 Uhr zur Ergänzung wieder in Bergen ein und am 28. Juli 1940 um 20:00 Uhr wieder aus. Auf dieser 19 Tage dauernden und etwa 2.100 sm über und 434 sm unter Wasser langen Unternehmung in den Nordatlantik, dem North Minch und dem Nordkanal, wurde ein Schiff mit 4.581 BRT versenkt.
- 19. Juli 1940: Versenkung des britischen Dampfers Pearlmoor (Lage) mit 4.581 BRT. Der Dampfer wurde durch einen Torpedo versenkt. Er hatte 7.860 t Eisenerz geladen und befand sich auf dem Weg von Pepel, Sierra Leone über Freetown nach Methil und Immingham. Das Schiff war ein Nachzügler des Konvois SL-38 mit 30 Schiffen. Es gab 13 Tote und 26 Überlebende.

## Verbleib
Das Boot wurde am 20. März 1945 in Wilhelmshaven außer Dienst gestellt und dort am 5. Mai 1945 in der Westkammer der IV. Einfahrt (Raederschleuse)  gemäß dem lange bestehenden, allerdings von Großadmiral Dönitz noch am Abend des 4. Mai 1945 aufgehobenen Regenbogen-Befehl von seiner Besatzung selbstversenkt. Das Wrack wurde nach Kriegsende gehoben und verschrottet.